# Viktor Potapov
Viktor Jakovlevič Potapov (in russo Виктор Яковлевич Потапов?; Dolgoprudnyj, 29 marzo 1947 – Dolgoprudnyj, 10 dicembre 2017) è stato un velista russo, fino al 1991 sovietico.

## Palmarès

### Olimpiadi
- 1 medaglia:
  - 1 bronzo (Monaco di Baviera 1972 nella classe Finn)